# معركة جني
كانت معركة جني  (نسبة إلى مدينة جني) اشتباكًا عسكريًا بين قوات إمبراطورية مالي والباشاليك المغربي في تمبكتو. كانت المعركة بمثابة النهاية الفعالة لإمبراطورية مالي العظيمة ومهدت الطريق لظهور عدد كبير من دول غرب إفريقيا الأصغر.

## خلفية
كانت إمبراطورية مالي في حالة شبه دائمة من التدهور طوال القرنين الخامس عشر والسادس عشر. أصبحت جميع الأقاليم التابعة لها (سابقًا) دولًا مستقلة، حتى أن بعض هذه الدول تحدى سيادة مالي كما هو حال سونغاي. في سنة 1591 هُزمت إمبراطورية سونغاي في معركة تونديبي على يد قوة استكشافية مغربية، وبفضل استخدام المغاربة لأسلحة البارود مثل القربينة والمدفع تم دفع قوة السونغاي نحو الشرق عبر النيجر حيث شكلوا مملكة ديندي [الإنجليزية] التي كانت أصغر حجما ولكنها لا تزال قوية. مع خروج سونغاي من المعادلة، وضع حاكم مالي مانسا محمود الرابع [الإنجليزية] نصب عينيه إعادة بناء إمبراطوريته المحتضرة. الخطوة الأولى ضمن هذه الخطة الكبيرة ستكون القيام بعملية استيلاء على مدينة جني القيّمة، والتي كانت تسيطر على التجارة على طول السهل الداخلي للنيجر.

### قوات مالي
بدأ مانسا محمود الرابع [الإنجليزية] في حشد المقاطعات المتبقية داخل دولته جنبًا إلى جنب مع المجموعات التي كانت في السابق تابعة لإمبراطورية مالي. أرسل مبعوثًا إلى مقاطتيه الأخيرتين: «بيندوغو»، و«كالا وسيبريدوغو». استجاب اثنان فقط من القادة الصغار حيث وعدوا بالمساعدة خلال المعركة القادمة. واحد من هؤلاء القادة كان يطلق عليه «كوي» وهو ملك «فاركا» أو «فادكو» (جزء من «كالا») الواقعة في طريق السودان، والثاني هو «آما».
زعيم ثانوي آخر عرض مساعدته في ذلك الوقت كان «حماد أمينة» وهو رئيس يحكم الشعب الفولاني في «ماسينا».
وهكذا، كان مانسا [الإنجليزية] قادرًا على جمع جيش مُعتبر وسار إلى جني على أمل إحياء إمبراطوريته التي كانت تحتضر.

### قوات الباشوية
كان مركز جني التجاري خاضعًا لباشوية تمبكتو المغربية، والتي سميت على اسم مدينة تمبكتو التي كانت القوة الاستكشافية المغربية تحكم انطلاقا منها. في السابق استولت الباشوية على جني دون قتال وحافظت على «محمد كينبا بن إسماعيل» ملكًا على العرش لكن تحت وصاية مقيم مغربي، الحاكم «سيد منصور».
لا توجد تفاصيل حول نوعية القوات التي كانت موجودة حين بدأ مانسا [الإنجليزية]في الزحف نحوها لأول مرة، لكن وبمجرد تنبيه الحاكم «سيد منصور» قام هذا الأخير بإرسال مناشدة إلى تمبكتو يطلب فيها الحصول على تعزيزات. وردًا على هذا النداء، قام الباشا «عمّار» بإرسال قوة برئاسة القائد «المصطفى الفيل» والقائد «علي بن عبد الله التلمساني» والتي كانت مجهزة بالقربينات.

## الهروب من سنونة
عبرت التعزيزات المغربية النهر عبر القوارب، واستغلت بشكل جيد موقع المدينة على النيجر لنقل القوات بسرعة إلى أرض المعركة عبر المياه. وصلت القوات في 26 أبريل ليجدوا أن مانسا [الإنجليزية] وجيشه يخيمون فوق الكثبان الرملية بأكملها في سنونة، واحتلوا جميع المناطق بما فيها الجدول المائي الذي كانت القوات ستستعمله للدخول إلى المدينة. وهكذا كان على التعزيزات أن تشق طريقها إلى المدينة عن طريق القتال.
باستخدام بنادقهم فيما تسميه السجلاّت العربية «قصفًا مكثفًا»، تمكنت التعزيزات المغربية من طرد جيش مانسا [الإنجليزية]. تمكنت قوات الباشوية من دخول المدينة، لكن الجيش المالي كان لا يزال يعسكر في المنطقة وبعيداً عن الهزيمة.

## هجوم الظهيرة
داخل جني، تم نُصح الحاكم «سيد منصور» بضرورة مهاجمة قوات مانسا [الإنجليزية] مباشرة قبل أن تحتشد مزيد من الكتائب تحت رايته. بعد التشاور مع مستشاريه نُقل عنه قوله:
«الميعاد لملاقاتهم بعد صلاة ظهر الجمعة.»
ووفاءًا لكلمته، خرج الحاكم بمرافقة ملك جني واشتبكوا مرة أخرى مع جيش مالي. لقد كانت الهزيمة كاملة حيث عانى الجيش المالي من العديد من الخسائر. في نهاية المعركة، أُجبِر مانسا محمود الرابع [الإنجليزية] على الفرار.

## ما بعد المعركة

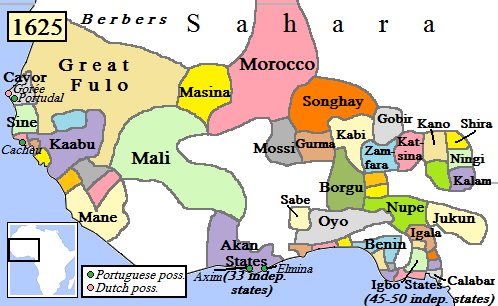
خريطة غرب أفريقيا سنة 1625.

دمرت هزيمة مالي في جني التحالف المؤقت الذي تمكن مانسا [الإنجليزية] من توحيد صفوفه، ولم تعد إمبراطورية مالي عاملاً سياسيًا في المنطقة. لا يزال مانسا [الإنجليزية] يحظى بقدر كبير من الاحترام لمحاولته إعادة تأسيس الإمبراطورية، وفقًا للسجلات العربية.

أما حلفاء المغاربة، فبعد أن قابلوه في مكان آمن قاموا بتحيّته كسلطان وخلعوا قبعاتهم تكريماً له بالانسجام مع تقاليدهم، حيث جاء في كتاب تاريخ السودان:
«وهرب هو على حصانه فتبعه كل شاع بكر وسُري محمد حتى وصلوا المأمن، وحيوه تحية السلطان، وقلعوا قلانسهم تعظيماً له على عادتهم، وقالوا له: عليك بتعجيل السير لئلا يلحقوك من لا يعرفوك ويفعلوا بك ما لا يليق. فوادعوه ورجعوا.»
تراجع مانسا [الإنجليزية] إلى نياني [الإنجليزية] وتوفي بحلول سنة 1610. مزّق أبناؤه الثلاثة ما تبقى من البلاد، وأصبحت مالي المشتتة متشكلة من المشيخات المتحالفة بشكل فضفاض. تم ابتلاع هذه المشيخات من طرف إمبراطورية بامانا [الإنجليزية]، والتي حتى باشوية تمبكتو ستضطر إلى دفع الجزية لها مع مرور الوقت. ومع ذلك، لن تقترب أي من القوى الناشئة الجديدة من ذلك القدر من الهيمنة التي كانت تتمتع بها مالي أو سونغاي. تحوّلت غرب إفريقيا إلى منطقة تحكمها دول أصغر وأقل مركزية حتى القرن التاسع عشر.

## أسباب هزيمة مالي
تُعزى هزيمة مانسا محمود الرابع [الإنجليزية] في جني إلى عدة أسباب. التفاصيل قليلة حول طبيعة كلا الجيشين. يدور التفسير العام حول سبب انتهاء المعركة بتلك النتيجة إلى قدرة كل جانب على حشد قواته. وفي حالات أخرى يعزى ذلك إلى آثار إنهيار إمبراطورية مالي في مواجهة البيئة السياسية والعسكرية المتغيرة بشكل كبير. لم تكن مالي التي واجهت قوات الباشوية وحلفائها من السكان الأصليين بالقدر نفسه من القوة التي كانت عليه زمن مانسا موسى الكبير. في الواقع، كانت الدولة قد تقهقرت إلى بنيتها التي كانت عليه في زمن ما قبل الإمبراطورية في الوقت الذي كانت فيه القفزات التكنولوجية والتنظيمية ضرورية لبقاء الإمبراطورية.

### الحلفاء غير الموثوقين
واحدة من أبرزها هي خيانة مانسا [الإنجليزية] من طرف حماد أمينة، زعيم الفولانيين في مسينة. في البداية، وعد حماد أمينة بتقديم الدعم للاستيلاء على جني، لكنه انحاز إلى المغاربة الذين كانت تربطه بهم بالفعل علاقة من نوع الملك التابع. وقد قدم استشارة للمغاربة حول ما كان يمكن أن يتوقعوه من جيش ماندينغدا - بامانا ومنع قواته من الانضمام إلى المعركة. لم يتم ذكر أن الفولانيين قدموا مساعدة عسكرية للمدافعين عن جني، لكن غيابهم عن ساحة المعركة ربما كان له تأثير كبير على النتيجة النهائية. كما أن باشوية تمبكتو ستندم على ثقتها بحماد أمينة. ففي نهاية المطاف، سيلغي الفولانيون تابعيتهم الاِسمية لباشوية تمبكتو وسيتسببون للمغاربة بأول هزيمة كبرى لهم في منطقة الساحل.

### المقاطعات غير الموثوقة
بصرف النظر عن خيانة حماد أمينة، قد يكمن سبب آخر لهزيمة مالي في عدم قدرتها على الاعتماد على المقاطعات المتبقية من أجل الحصول على إمدادات الرجال (العنصر البشري). لو كان محمود الرابع [الإنجليزية] قادرًا على الاعتماد على دعم قادة الفِرق التقليديين («سينكارازوما»، و«فريمصورا»)، لكان بإمكانه أيضًا استمالة الحاكم المتردد «كالاشا» في محافظة كالا [الإنجليزية]. وقد كان «كالاشا بوكار» رفض الانضمام إلى مانسا [الإنجليزية] دون القائدين، وكان قد علق سرًا:
«بما أن أعظم مساعديه لا يرافقانه، فإن الوضع ميؤوس منه».
كان للانقسام في مالي الذي كان يراوح مكانه منذ منتصف القرن السادس عشر عواقب أخيرًا في جني. في الواقع، عندما ذهب مانسا محمود الرابع [الإنجليزية] إلى محافظة كالا [الإنجليزية] لجلب ما كان يعتقد أنه حليف مخلص، وجد أن «كالاشا» قد غادر إلى جني للقتال إلى جانب المغاربة.

### البارود
أخيرًا، فشلت إمبراطورية مالي، مثل منافستها في سونغاي، في تحديث آليتها العسكرية. ومع ذلك، لم يكن هذا بسبب عدم المحاولة. حاول المانساويون السابقون عبثًا شراء أسلحة نارية أو مرتزقة مجهزين بأسلحة نارية من البرتغاليين دون جدوى. دخلت إمبراطورية مالي في الحرب بنفس الأساليب التي كانت تستخدمها منذ أيام سوندياتا [الإنجليزية] ولكن بدون التماسك أو الحجم الذي كانت عليه جيوشها السابقة.
من ناحية أخرى، لم تكن أسلحة البارود لجنود الباشوية العامل الحاسم ضد إمبراطورية مالي، على الرغم من اعتماد الأخيرة على قوات المشاة والفرسان التقليدية. صحيح أن استخدام المدافع أنقذ تعزيزات الباشوية من الإبادة (بالإضافة إلى تدخل ملك جني في الوقت المناسب)، لكن ذلك لم يجبر قوات مانسا [الإنجليزية] على الفرار. وقد بقي مانسا محمود الرابع [الإنجليزية] وجيشه في معسكرهم على الكثبان الرملية في سنونة في انتظار الاشتباك الثاني. لقد واجه المغاربة الآن قانون العودة المتناقصة، حيث لم يعُد لأسلحتهم ذاك التأثير التكتيكي الذي كانوا يحتفظون به حتى قبل عقد من الزمان. ربما لو كانت إمبراطورية مالي مسلحة بالبنادق بدلاً من الرماح والسهام لكانت قادرة على إيقاف التعزيزات المتوجهة نحو جني أو لكانت استولت على المدينة بالفعل.

## وصلات خارجية
- ذكر الباشا عمار؛ كتاب «تاريخ السودان» للمؤلف عبد الرحمان السعدي، سنة 1655.